# Hymenomima luteisella
Hymenomima luteisella är en fjärilsart som beskrevs av Louis Beethoven Prout 1932. Hymenomima luteisella ingår i släktet Hymenomima och familjen mätare. Inga underarter finns listade i Catalogue of Life.